# Antoni Wincenty Mieszkowski
Antoni Wincenty Mieszkowski (ur. 7 czerwca 1865 w Kozłowie pod Pułtuskiem, zm. 7 sierpnia 1900 w Warszawie) – polski dziennikarz i literat.
Syn Antoniego i Franciszki z Markowskich.
Ukończył warszawskie gimnazjum realne. W latach 1880–1881 studiował w Szkole Handlowej im. L. Kronenberga, a następnie na wydziale filozoficznym Uniwersytetu Jagiellońskiego w Krakowie. Jeszcze będąc uczniem debiutował na łamach czasopisma „Romans i Powieść” (dodatek do dwutygodnika „Świat”). Pracę dziennikarską rozpoczął w krakowskim „Przeglądzie Literackim i Artystycznym” oraz w „Nowej Reformie”, redagowanej przez Tadeusza Romanowicza.
Pod koniec 1886 r. wrócił do Warszawy, w 1887 r. został sekretarzem redakcji „Kuriera Warszawskiego”. Pisał tu felietony Z tygodnia na tydzień i Wędrówki Puka za kulisami teatrów. W 1888 r. przeniósł się do redakcji „Kuriera Codziennego”, zaś od jesieni został sekretarzem redakcji „Wieku”. W „Kurierze Codziennym” zamieszczał felietony Lusterko warszawskie, a w „Wieku” cykl artykułów poświęconych Łodzi pt. Miasto i ludzie. Z jego inicjatywy powstała agencja „Wieku” w Łodzi. W sierpniu 1892 r. przeniósł się do Łodzi i objął redakcję działu literackiego w „Dzienniku Łódzkim”. Po śmierci Władysława Olędzkiego został redaktorem naczelnym „Kuriera Codziennego”, w którym wprowadził specjalny dział łódzki, dzięki czemu pozyskał pismu na terenie Łodzi około 1500 prenumeratorów. W 1898 r. kierował „Gońcem Łódzkim”. Był kierownikiem literackim tygodnika „Ognisko Rodzinne”. W połowie 1899 r. zachorował poważnie na płuca, wrócił do Warszawy, obejmując stanowisko sekretarza redakcji „Wieku”.
Zmarł w Warszawie 7 sierpnia 1900 r., spoczywa na cmentarzu Powązkowskim.